# Adam Matthews
Adam James Matthews (Swansea, 13 gennaio 1992) è un calciatore gallese, difensore dello Shamrock Rovers.

## Carriera

### Club
Dopo aver giocato nel Cardiff City, con cui conta 40 presenze ed una rete, il 25 febbraio 2011 firma un quadriennale con il Celtic. Il 4 luglio 2015 viene acquistato dal Sunderland per tre milioni di euro.

### Nazionale
Ha giocato nelle nazionali giovanili gallesi Under-17, Under-19 ed Under-21.
Nel 2011 debutta con la nazionale maggiore.

## Statistiche

### Presenze e reti nei club
Statistiche aggiornate al 27 gennaio 2019.
| Stagione            | Squadra             | Campionato          | Campionato | Campionato | Coppe nazionali | Coppe nazionali | Coppe nazionali | Coppe continentali | Coppe continentali | Coppe continentali | Altre coppe | Altre coppe | Altre coppe | Totale | Totale |
| Stagione            | Squadra             | Comp                | Pres       | Reti       | Comp            | Pres            | Reti            | Comp               | Pres               | Reti               | Comp        | Pres        | Reti        | Pres   | Reti   |
| ------------------- | ------------------- | ------------------- | ---------- | ---------- | --------------- | --------------- | --------------- | ------------------ | ------------------ | ------------------ | ----------- | ----------- | ----------- | ------ | ------ |
| 2009-2010           | Cardiff City        | FLC                 | 32         | 1          | FACup+CdL       | 2+1             | 0               | -                  | -                  | -                  | -           | -           | -           | 35     | 1      |
| 2010-2011           | Cardiff City        | FLC                 | 8+1        | 0          | FACup+CdL       | 2+2             | 0               | -                  | -                  | -                  | -           | -           | -           | 13     | 0      |
| Totale Cardiff City | Totale Cardiff City | Totale Cardiff City | 40+1       | 1          |                 | 7               | 0               |                    | -                  | -                  |             | -           | -           | 48     | 1      |
| 2011-2012           | Celtic              | SPL                 | 27         | 0          | SC+CdL          | 2+4             | 0               | UEL                | 5                  | 0                  | -           | -           | -           | 38     | 0      |
| 2012-2013           | Celtic              | SPL                 | 22         | 2          | SC+CdL          | 4+3             | 1+0             | UCL                | 10                 | 0                  | -           | -           | -           | 39     | 3      |
| 2013-2014           | Celtic              | SP                  | 23         | 1          | SC+CdL          | 1+1             | 0               | UCL                | 6                  | 0                  | -           | -           | -           | 31     | 1      |
| 2014-2015           | Celtic              | SP                  | 29         | 1          | SC+CdL          | 3+1             | 0               | UCL+UEL            | 4+5                | 0                  | -           | -           | -           | 42     | 1      |
| Totale Celtic       | Totale Celtic       | Totale Celtic       | 101        | 4          |                 | 19              | 1               |                    | 30                 | 0                  |             | -           | -           | 150    | 5      |
| 2015- mar. 2016     | Sunderland          | PL                  | 1          | 0          | FACup+CdL       | 0+1             | 0               | -                  | -                  | -                  | -           | -           | -           | 2      | 0      |
| mar.-giu. 2016      | Bristol City        | FLC                 | 9          | 0          | FACup+CdL       | -               | -               | -                  | -                  | -                  | -           | -           | -           | 9      | 0      |
| 2016-2017           | Bristol City        | FLC                 | 12         | 0          | FACup+CdL       | 0+2             | 0               | -                  | -                  | -                  | -           | -           | -           | 14     | 0      |
| Totale Bristol City | Totale Bristol City | Totale Bristol City | 21         | 0          |                 | 2               | 0               |                    | -                  | -                  |             | -           | -           | 23     | 0      |
| 2017-2018           | Sunderland          | FLC                 | 34         | 1          | FACup+CdL       | 0+3             | 0               | -                  | -                  | -                  | -           | -           | -           | 37     | 1      |
| 2018-2019           | Sunderland          | FL1                 | 16         | 1          | FACup+CdL       | 2+0             | 0               | -                  | -                  | -                  | FLT         | 1           | 0           | 19     | 1      |
| Totale Sunderland   | Totale Sunderland   | Totale Sunderland   | 51         | 2          |                 | 6               | 0               |                    | -                  | -                  |             | 1           | 0           | 58     | 3      |
| 2019-2020           | Charlton            | FL1                 | 29         | 0          | FACup+CdL       | -               | -               | -                  | -                  | -                  | -           | -           | -           | 29     | 0      |
| 2020-2021           | Charlton            | L1                  | 27         | 0          | FACup+CdL       | 1+0             | 0+0             | -                  | -                  | -                  | -           | -           | -           | 28     | 0      |
| 2021-2022           | Charlton            | L1                  | 10         | 0          | FACup+CdL       | 0+0             | 0+0             | -                  | -                  | -                  | -           | -           | -           | 10     | 0      |
| Totale Charlton     | Totale Charlton     | Totale Charlton     | 66         | 0          |                 | 1               | 0               |                    | -                  | -                  |             | -           | -           | 67     | 0      |
| Totale carriera     | Totale carriera     | Totale carriera     | 280        | 7          |                 | 35              | 1               |                    | 30                 | 0                  |             | 1           | 0           | 346    | 8      |

### Cronologia presenze e reti in nazionale
| Cronologia completa delle presenze e delle reti in nazionale ― Galles | Cronologia completa delle presenze e delle reti in nazionale ― Galles | Cronologia completa delle presenze e delle reti in nazionale ― Galles | Cronologia completa delle presenze e delle reti in nazionale ― Galles | Cronologia completa delle presenze e delle reti in nazionale ― Galles | Cronologia completa delle presenze e delle reti in nazionale ― Galles | Cronologia completa delle presenze e delle reti in nazionale ― Galles | Cronologia completa delle presenze e delle reti in nazionale ― Galles |
| Data                                                                  | Città                                                                 | In casa                                                               | Risultato                                                             | Ospiti                                                                | Competizione                                                          | Reti                                                                  | Note                                                                  |
| --------------------------------------------------------------------- | --------------------------------------------------------------------- | --------------------------------------------------------------------- | --------------------------------------------------------------------- | --------------------------------------------------------------------- | --------------------------------------------------------------------- | --------------------------------------------------------------------- | --------------------------------------------------------------------- |
| 25-5-2011                                                             | Dublino                                                               | Galles                                                                | 1 – 3                                                                 | Scozia                                                                | Amichevole                                                            | -                                                                     | 61’                                                                   |
| 27-5-2011                                                             | Dublino                                                               | Galles                                                                | 2 – 0                                                                 | Irlanda del Nord                                                      | Amichevole                                                            | -                                                                     | 72’                                                                   |
| 10-8-2011                                                             | Cardiff                                                               | Galles                                                                | 1 – 2                                                                 | Australia                                                             | Amichevole                                                            | -                                                                     | 62’                                                                   |
| 11-10-2011                                                            | Sofia                                                                 | Bulgaria                                                              | 0 – 1                                                                 | Galles                                                                | Qual. Euro 2012                                                       | -                                                                     | 41’                                                                   |
| 12-11-2011                                                            | Cardiff                                                               | Galles                                                                | 4 – 1                                                                 | Norvegia                                                              | Amichevole                                                            | -                                                                     |                                                                       |
| 29-2-2012                                                             | Cardiff                                                               | Galles                                                                | 0 – 1                                                                 | Costa Rica                                                            | Amichevole                                                            | -                                                                     | 74’                                                                   |
| 27-5-2012                                                             | East Rutherford                                                       | Messico                                                               | 2 – 0                                                                 | Galles                                                                | Amichevole                                                            | -                                                                     | 60’                                                                   |
| 7-9-2012                                                              | Cardiff                                                               | Galles                                                                | 0 – 2                                                                 | Belgio                                                                | Qual. Mondiali 2014                                                   | -                                                                     |                                                                       |
| 11-9-2012                                                             | Novi Sad                                                              | Serbia                                                                | 6 – 1                                                                 | Galles                                                                | Qual. Mondiali 2014                                                   | -                                                                     | 46’                                                                   |
| 6-2-2013                                                              | Swansea                                                               | Galles                                                                | 2 – 1                                                                 | Austria                                                               | Amichevole                                                            | -                                                                     | 73’                                                                   |
| 6-9-2013                                                              | Skopje                                                                | Macedonia                                                             | 2 – 1                                                                 | Galles                                                                | Qual. Mondiali 2014                                                   | -                                                                     | 79’                                                                   |
| 10-9-2013                                                             | Cardiff                                                               | Galles                                                                | 0 – 3                                                                 | Serbia                                                                | Qual. Mondiali 2014                                                   | -                                                                     |                                                                       |
| 24-3-2016                                                             | Cardiff                                                               | Galles                                                                | 1 – 1                                                                 | Irlanda del Nord                                                      | Amichevole                                                            | -                                                                     |                                                                       |
| 26-3-2018                                                             | Nanning                                                               | Galles                                                                | 0 – 1                                                                 | Uruguay                                                               | Amichevole                                                            | -                                                                     | 79’                                                                   |
| Totale                                                                |                                                                       | Presenze                                                              | 14                                                                    |                                                                       | Reti                                                                  | 0                                                                     |                                                                       |

## Palmarès

### Club

#### Competizioni nazionali
- Campionato scozzese: 4

Celtic: 2011-2012, 2012-2013, 2013-2014, 2014-2015
- Coppa di Scozia: 1

Celtic: 2012-2013
- Coppa di Lega scozzese: 1

Celtic: 2014-2015
- Coppa di Cipro: 1

Omonia: 2022-2023